# Toxorhynchites aequatorianus
Toxorhynchites aequatorianus är en tvåvingeart som beskrevs av Levi-castillo 1953. Toxorhynchites aequatorianus ingår i släktet Toxorhynchites och familjen stickmyggor.
Artens utbredningsområde är Ecuador. Inga underarter finns listade i Catalogue of Life.